# 刘水生
刘水生（1955年9月—），江西南昌人，中华人民共和国官员。

## 生平
早年加入中国共产党。中共中央党校研究生院经济管理专业毕业。长期在人民大会堂管理局工作，曾任人民大会堂管理局局长。2011年4月，任第十一届全国人大常委会副秘书长、机关党组成员。2013年，当选第十二届全国人民代表大会江西地区代表，并担任第十二届全国人大常委会副秘书长、机关党组成员。
2016年2月，因违纪被责令辞去第十二届全国人大代表，被免去全国人大常委会副秘书长职务，其第十二届全国人民代表大会华侨委员会委员职务相应终止。